# Harnischia quadricincta
Harnischia quadricincta är en tvåvingeart som först beskrevs av Maurice Emile Marie Goetghebuer 1934.  Harnischia quadricincta ingår i släktet Harnischia och familjen fjädermyggor. Inga underarter finns listade i Catalogue of Life.